# Матеја Шуменковић
Матеја Шуменковић (Боровац, 1864. - 1939. Боровац) био је српски свештеник (протојереј) и народни првак у Дримколу крајем 19. и почетком 20. века.

## Биографија
Рођен је 1864. године у селу Бороецу (или Боровац) у Струшком Дримколу. Пореклом је из породице Шуменковић, чији је члан Коста Шуменковић био борац за слободу и духовно и културно уздизање Срба у Струшком и Охридском крају. Коста је као трговац новцем, саветима и везама деловао из Србије док је његов синовац Матеја борбу водио у самом Дримколу. Основну школу је завршио у родном селу, где му је предавао учитељ његов рођак Арса Шуменковић. Завршио је Светосавску вечерњу школу, и радио као српски учитељ и православни свештеник у Македонији. Био је учитељ и у селу Јабланици 1889. године. Од 1897. године престаје прогон и терорисање Срба, а у целој Турској је призната српска народност и дозвољено је отварање српских школа. Отворио је Мата 1897. године поново српску основну школу у Боровцу, у којој је радио и као учитељ.
Био је и 1900. године Матеја српски учитељ у свом родном месту Боровцу. Рукоположен је 1900. године за свештеника у Боровцу; а наставио да ради ту и као учитељ, због недостатка учитељских кадрова. Са прекидима је дуго био директор српских школа у Дримколу. Одликован је као учитељ боровачки 1923. године орденом Св. Саве IV степена. ВМРО и Бугарска егзархија су сматрали проту опасним противником, па је на њега извршено четири неуспела атентата. 
Први атентат на њега је покушан 1901. године, док је радио као учитељ, а он при каснијим нападима је био рањаван. 
Оснивач је прве српске четничке чете у Старој Србији 1903. године и пре стварања Српске четничке организације. Радио је на српској четникој организацији, заједно са Митром Ђеровићем из Јабланице, који је међутим погинуо од бугарске руке. Чета је штитила неколико српских села у Дримколу: Лабуништа, Бороец, Јабланицу и Подгорце. Након стварања и централизовања српске четничке организације прота улази у састав Дримколског четничког одбора. Након Младотурског преврата 1908. године, прота је био народни представник на скупштини Срба Османлија.
Године 1912. у Првом балканском рату прота активира четнички одред у Дримколу и заједно са српском војском ослобађа Стругу. Након ослобођења посвећује се свом свештеничком позиву.
Пензинисан је 1925. године, и исте године изабран у завичају за обласног посланика. Шуменковић је као учитељ у пензији и прота у Боровцу, постао председник општине Струга (1933). Умро је и сахрањен у родном месту Боровцу код Струге, септембра 1939. године.